# Brenda Fajardo
Brenda Fajardo, née le 8 mars 1940 à Manille et morte le 14 septembre 2024, est une peintre et graveuse philippine.
Très impliquée dans l'éducation des femmes et des communautés rurales, elle co-fonde les groupes Kasibulan et Baglan.
En 1998, elle reçoit le Centennial Awards for the Arts, décerné pendant la célébration du centenaire de l’Indépendance pour récompenser les 100 Philippins qui ont le plus contribué à la nation au travers de leur art et culture depuis l'indépendance.

## Biographie

### Jeunesse et formation
Brenda Villanueva naît à Manille le 8 mars 1940.
Elle étudie à l'université des Philippines à Los Baños, où elle obtient un diplôme en agriculture en 1959, puis part suivre un master en Sciences de l'enseignement de l'art à l'université du Wisconsin à Madison, aux États-Unis,.
Elle est l’une des pionnières de la Philippine Educational Theater Association (PETA), qui voit le jour à la fin des années 1960,.

### Kasibulan
Les années 1970 et 1980 aux Philippines sont reconnues comme un tournant historique, car elles ont vu l'émergence d'un groupe de femmes qui a redéfini les bases de la lutte des femmes pour l'autonomisation. La période d'effervescence a également été marquée par la création d'organisations exclusivement féminines, comme le collectif Kasibulan, que Brenda Fajardo crée avec trois autres artistes, dont Imelda Cajipe-Endaya qui en devient la présidente,,.
Enregistré légalement en 1989, ce collectif est fondé sur le partage, la fraternité et la solidarité. Le collectif lance des stratégies d'autonomisation des femmes, issues de discussions avec des femmes de différentes professions. Avec le nouvel espace démocratique qui s'est ouvert après le démantèlement de la dictature de Marcos à la suite de l'assassinat d'Aquino, le groupe permet aux femmes d'occuper ces espaces. Le projet principal de Kasibulan comprend la création de la représentation et de la visibilité des femmes artistes, ainsi qu'un lien fraternel entre elles. Elles remettent également en question les canons de l'art, ainsi que les stéréotypes et les paramètres courants entourant les artistes et leurs rôles. Le collectif élargit le nombre de ses membres et dépasse les frontières en tant que femmes et artistes au sein du milieu universitaire, et plaide pour les droits des femmes, au-delà du domaine de l'art. Les expositions du groupe mettent en avant l'importance et l'excellence des femmes, brisant la primauté des « beaux-arts » sur l'art « indigène » ou « folklorique ». Des expositions, telles que « Filipina Migranteng Manggagawa » (Travailleuses migrantes philippines), mettent en œuvre un plaidoyer, une discussion et une analyse de l'actuelle diaspora philippine de travailleuses. Elles travaillent également avec des femmes de Paete, dans le sud de Luçon. Un échange d'esthétique et de pratique culturelle a lieu et crée une pratique artistique locale alternative qui défie et transforme les industries touristiques et culturelles de l'État, car elle est financée par la Commission nationale pour la Culture et les Arts (NCCA). Le groupe et les œuvres de leurs membres montrent un récit qui est créé par la sororité et la solidarité atteintes entre les personnes par le biais d'interactions de relations les unes avec les autres à travers des expériences communes de bouleversements et de succès.

### Baglan
Au début des années 1990, elle fonde Baglan, un groupe d'initiatives artistiques pour le développement de la communauté.
Issu d'un programme régional dans le domaine du théâtre, le groupe se constitue progressivement d'un mélange d'artistes visuels, d'artistes de théâtre, de chercheurs culturels et d'artistes-enseignants. Ses divers efforts éducatifs consistent à aider les communautés à créer et à développer des musées communautaires, à fournir des informations et des connaissances sur la gestion des ressources culturelles et à proposer un programme artistique qui comprend divers aspects de la création artistique, notamment des chants, des danses, des tissages traditionnels, de la poterie et du théâtre pour les enfants, les jeunes et les adultes.
L'un des points culminants de ses activités est un engagement de 9 ans dans l'éducation artistique et culturelle d'une communauté agricole, en collaboration avec le Japon. Baglan est tellement inspiré par les résultats de ce projet que le groupe demande ensuite une subvention à la Fondation Toyota, afin de se lancer dans un projet de recherche culturelle utilisant une méthode participative.
En tant que groupe de professeurs d'études artistiques et de travailleurs culturels, Baglan a également en projet d'écrire un livre en quatre volumes basé sur le programme d'études artistiques des écoles secondaires aux Philippines, qui a pour but de répondre à la pénurie de livres sur l'art et la culture locaux.

### Autres activités et reconnaissance
Brenda Fajardo s'implique dans diverses organisations, devenant membre de la Philippine Art Educators Association et conseillère auprès de la NCCA. Elle travaille pour le théâtre, majoritairement pour des productions et ateliers de la PETA comme scénographe, actrice et metteur en scène.
Elle gagne plusieurs prix dans des compétitions d’art graphique avec Landscape (« paysage ») en 1970, Feeling and Form Series 3-11 (« sensations et formes 3-11 ») et Bukas Ngunit Tikom (« ouvert mais fermé ») en 1975.
Elle devient[Quand ?] professeure émérite à l'université des Philippines.
Fajardo reçoit en 1992 le prestigieux Thirteen Artists Award, décerné aux artistes émergents par le Centre culturel des Philippines en 1992, puis le Centennial Awards for the Arts en 1998, décerné pendant la célébration du centenaire de l’Indépendance pour récompenser les 100 Philippins qui ont le plus contribué à la nation au travers de leur art et culture depuis l'indépendance,.
En 2020, elle participe à la 11e Biennale de Berlin.

## Œuvre
L'œuvre peint et gravé, de Brenda Fajardo est fortement marqué par l'esthétique de la pauvreté et l’art du peuple, ainsi que des thématiques historiques et nationalistes ou inspirées du folklore philippin (en).
Elle est connue pour sa série de tarots Baraha ng Buhay Pilipino (Cartes des vies des Philippins), produite dans les années 1980, qu’elle configure et situe dans l’histoire et la société philippines, en particulier l'occupation japonaise,,,,. Elle continue à utiliser ce medium par la suite, n'hésitant pas à nommer les figures pour en faire des expériences individuelles plutôt que générales. Dans les années 2000-2020, elle produit de nouveaux jeux de cartes, comme Siya ang Dragon ng Kadiliman at Kasinungalingan-Gahaman (Il est le dragon de l'obscurité et des mensonges-avarices, 2018 mais dessiné une première fois en 2000, l'année du Dragon de métal), où Fajardo devine le destin des Philippines au tournant du XXe siècle, décrivant un monde compliqué et sans espoir (la carte Daidig — Monde) qui est sous le sort du Magicien (Salamankero). L'artiste avertit les citoyens de son pays sur l'étendue de la corruption et appelle à résister avec l'aide de Dame Justice (Katurungan), qui doit débarrasser de la maladie et des maux infligés au peuple lors du jour du jugement dernier (Paghuhukom).
Elle expose à de nombreuses reprises aux Philippines et à l'étranger, notamment à Singapour, Cuba, Brisbane et Paris. Parmi ces expositions, « Asian Women Exhibition » au musée des arts asiatiques de Fukuoka, « The 1081 REVIEW » à la CCP Main Gallery et « Triumph of Philippine Art » à la George Segal Gallery de l'université d'État de Montclair à New Jersey.
Ses œuvres sont conservées dans les collections du Queensland Art Gallery à Brisbane, au musée des arts asiatiques de Fukuoka, au musée d'Art contemporain de Tokyo, au Singapore Art Museum et au musée métropolitain de Manille, notamment.